# Карл Рецлафф
Карл Едуард Еміль Людвіг Вільгельм Діц, з 1894 року — Рецлафф (нім. Karl Eduard Emil Ludwig Wilhelm Dietz (Retzlaff); 7 травня 1890, Гіссен — 23 квітня 1967, Гросгансдорф) — німецький офіцер, один з керівників поліції порядку (ОРПО), группенфюрер СС і генерал-лейтенант поліції. Доктор права (1922).

## Біографія
Син лікаря Йоганна Діца. Після смерті батька мати Карла вийшла за торговця Макса Рецлаффа, який його всиновив. З 1910 року вивчав право у Гіссенському університеті. У вересні 1913 року поступив на службу в Імперську армію. Учасник Першої світової війни. Після війни був членом фрайкору «Шлезвіг-Гольштайн». Після звільнення з армії вступив на службу в поліцію. В 1920 році вступив у союз Киффгойзера, в 1933 році — в Сталевий шолом, в листопаді 1937 року — в НСДАП (квиток № 4 349 909), 1 серпня 1939 року — в СС (посвідчення № 337 700). 28 листопада 1939 року був призначений інспектором (пізніше — командувачем) ОРПО у Відні. 1 вересня 1943 року переведений на аналогічну посаду в Гамбург. Після війни заарештований, в 1947 році звільнений.

## Звання
- Фанен-юнкер (28 вересня 1913)
- Фанен-юнкер-унтер-офіцер (1914)
- Фенріх (18 липня 1914)
- Лейтенант без патенту (16 вересня 1914)
- Обер-лейтенант (27 січня 1918)
- Обер-лейтенант поліції (1 жовтня 1919)
- Гауптман поліції (16 грудня 1919)
- Майор поліції (9 липня 1924)
- Оберст-лейтенант поліції (1 вересня 1934)
- Оберст охоронної поліції (30 січня 1937)
- Штандартенфюрер СС (1 серпня 1939)
- Оберфюрер СС (1 вересня 1939)
- Генерал-майор охоронної поліції запасу (13 вересня 1939)
- Бригадефюрер СС і генерал-майор поліції (20 квітня 1940)
- Группенфюрер СС і генерал-лейтенант поліції (30 січня 1944)

## Нагороди
- Залізний хрест 2-го і 1-го класу
- Ганзейський Хрест (Гамбург)
- Хрест «За військові заслуги» (Австро-Угорщина) 3-го класу з військовою відзнакою
- Військова медаль (Османська імперія)
- Медаль «За відвагу» (Гессен)
- Почесний хрест ветерана війни з мечами
- Орден Заслуг (Угорщина), командорський хрест (24 серпня 1938)
- Медаль «У пам'ять 1 жовтня 1938»
- Право на носіння зіг-рун на формі поліції порядку
- Почесний знак Німецького Червоного Хреста 2-го класу
- Медаль «За вислугу років у поліції» 3-го, 2-го і 1-го ступеня (25 років)
- Йольський свічник (грудень 1939)
- Кільце «Мертва голова»
- Почесна шпага рейхсфюрера СС
- Почесний знак протиповітряної оборони 2-го класу (30 березня 1940)
- Хрест Воєнних заслуг 2-го класу з мечами